# Castillo de Thorberg
El Castillo de Thorberg (en alemán: Schloss Thorberg) es un antiguo monasterio cartujo, ahora una prisión, ubicada en Krauchthal en el cantón de Berna, Suiza. Del castillo de la familia von Thorberg, documentado por primera vez en 1175, solo quedan fragmentos de los cimientos de la torre. La familia desapareció en 1397 con Peter von Thorberg, el último caballero: legó sus muchas propiedades a los Cartujos, que convirtieron el castillo en un monasterio cartujo. Tras la Reforma Protestante en 1528 todos los activos y bienes del monasterio pasan al Cantón de Berna. En 1893 se inauguró un pabellón de nueva construcción como prisión; Se agregaron varias otras extensiones durante el siglo XX, la última en 1998. Del monasterio cartujo quedan una casa de huéspedes para mujeres y la capilla, que data del año 1510-1515, además de frescos que muestran la Adoración de los Reyes Magos y la Adoración de los Pastores.